# حوائج صغير (الرقة)
حوائج صغير قرية سورية تتبع ناحية عين عيسى في منطقة تل أبيض في محافظة الرقة. بلغ عدد سكانها 2759 نسمة في عام 2004 حسب إحصاء المكتب المركزي للإحصاء.